# Koi no Dance Site
Singles de Morning Musume
Love Machine
(1999) Happy Summer Wedding
(2000)
Koi no Dance Site (恋のダンスサイト) est le 8e single du groupe féminin de J-pop Morning Musume sorti en 2000 ; il est aussi ré-édité sous divers formats par la suite.

## Présentation
Le single, écrit et produit par Tsunku, sort le 26 janvier 2000 au Japon sur le label zetima. C'est le dernier single du groupe à sortir au format mini-CD (8 cm), mais il est pour la seconde fois inséré dans un boitier au format 12 cm "maxi-single" de fine épaisseur ; les singles suivants sortiront au format CD normal de 12 cm, et dans un boitier classique. Il atteint la 2e place du classement Oricon, et reste classé pendant 14 semaines, pour un total de 1 229 970 exemplaires vendus. C'est le second plus gros succès commercial du groupe, dans la foulée de son précédent single millionnaire Love Machine. Il n'atteint cependant pas la première place du classement, alors occupée par le tube Tsunami de Southern All Stars.
C'est le premier single sans Aya Ishiguro, qui venait de quitter le groupe pour se marier. Une version vinyle maxi 45 tours sort deux semaines plus tard en édition limitée, contenant la chanson titre et trois versions remixées. Le clip vidéo de la chanson-titre sort en VHS le 23 février suivant ; le populaire geste du "sexy beam" de Mari Yaguchi provient de ce clip. La chanson-titre figurera sur le troisième album du groupe, 3rd -Love Paradise-, qui sort fin mars. L'une des versions remixées figurera aussi sur la compilation du Hello! Project Petit Best ~Ki Ao Aka~ d'avril suivant.
Le single Koi no Dance Site est ré-édité fin 2004 au format maxi-CD (12 cm), avec en supplément les deux autres version remixées de la chanson-titre qui figuraient sur le vinyle, pour faire partie du coffret Early Single Box contenant les ré-éditions des huit premiers singles du groupe. Ces huit singles au format 12 cm sont ensuite re-sortis à l'unité le 2 mars 2005. C'est le dernier des singles de 8 cm à être ré-édité de la sorte, les autres singles du groupe étant déjà sortis à l'origine au format 12 cm.

## Formation
Membres du groupe créditées sur le single :
- 1re génération : Yuko Nakazawa, Kaori Iida, Natsumi Abe
- 2e génération : Kei Yasuda, Mari Yaguchi, Sayaka Ichii
- 3e génération : Maki Goto

## Titres
Edition 8 cm de 2000
1. Koi no Dance Site (恋のダンスサイト?) – 4:29
2. Koi wa Rock 'n' Roll (恋はロケンロー?) – 5:08
3. Koi no Dance Site (Instrumental) (恋のダンスサイト...?) – 4:25

Edition vinyle de 2000
- Face A

1. Koi no Dance Site (Original) (恋のダンスサイト...?) – 4:29
2. Koi no Dance Site (Groove That Soul Remix) (恋のダンスサイト...?) – 8:07

- Face B

1. Koi no Dance Site (M.I.D KH-R Club Mix) (恋のダンスサイト...?) – 5:38
2. Koi no Dance Site (Pandart Sasanoooha Remix) (恋のダンスサイト...?) – 6:49

Edition 12 cm de 2005
1. Koi no Dance Site (恋のダンスサイト?) – 4:29
2. Koi wa Rock 'n' Roll (恋はロケンロー?) – 5:08
3. Koi no Dance Site (Instrumental) (恋のダンスサイト...?) – 4:25
4. Koi no Dance Site (Groove That Soul Remix) (恋のダンスサイト...?) – 8:07
5. Koi no Dance Site (M.I.D KH-R Club Mix) (恋のダンスサイト...?) – 5:38

VHS
1. Koi no Dance Site (恋のダンスサイト?) (clip vidéo)

## Interprétations
À la télévision
- 28 janvier 2000 : Music Station
- 3 février 2000 : Utaban
- 11 février 2000 : Music Station
- 27 août 2000 : Hello! Morning épisode 21 (Hello! Project 2000 Summer Concert)
- 17 septembre 2000 : Hello! Morning épisode 24 (Karaoke)

En concert
- Morning Musume First Live at Budokan ~Dancing Love Site 2000 Haru~
- Morning Musume Live Revolution 21 Haru
- Green Live
- Hello! Project 2002 ~Kotoshi mo Sugoizo!~
- Morning Musume Concert Tour 2002 Haru "Love Is Alive!"
- Morning Musume Love Is Alive! 2002 Natsu
- Morning Musume Otome Gumi Hatsukouen ~Otomechikku~ (chanté par Morning Musume Otome Gumi)
- Morning Musume Concert Tour 2004 Haru The Best of Japan
- Morning Musume Tanjou 10nen Kinentai Concert Tour 2007 Natsu ~Thank You My Dearest~
- Morning Musume Concert Tour 2008 Haru ~Single Daizenshuu~